# Johan Verschuir
Johan Verschuir (Groningen, 11 oktober 1680 - Zeerijp, 19 augustus 1737) was een Nederlands predikant en schrijver van stichtelijke werken en godsdienstige gedichten. Zijn voornaamste werk is de verzameling samenspraken Waarheit in het binnenste, of bevindelyke godtgeleertheit uit 1737. Johan Verschuir wordt beschouwd als een late vertegenwoordiger van de beweging van de Nadere Reformatie.

## Levensloop
Johan Verschuir, lid van de familie Verschuir, volgde privé-lessen wiskunde van de Groningse hoogleraar Johan Bernoulli en werd in 1702 schoolmeester in Loppersum. Hier werd hij opgeleid tot predikant door de plaatselijke dominee, H. ten Oever. In 1705 legde hij het praeparatoir examen af voor de classis Loppersum, waardoor hij mocht gaan preken en beroepbaar was als dominee. Zijn eerste beroep kreeg hij echter pas in 1713 van de gemeente Zeerijp, waar hij in 1714 intrede deed. Het was zijn enige gemeente. Verschuir keerde zich fel tegen tradities en gebruiken rond Pasen, Sinterklaas en begrafenissen die hij beschouwde als overblijfsels van heidense of "papistische" (rooms-katholieke) gebruiken. Zaken als paaseieren, het luiden van klokken als teken van rouw en vooral de uitigsten (uitvaartsmaaltijden) vonden geen genade in zijn ogen. Zijn pleidooi voor een strikte levenswandel kwam voort uit zijn zorg voor het zielenheil van zijn gemeenteleden. In de nacht van 19 op 20 augustus 1737 overleed Johan Verschuir. Zijn weduwe Helena Sygers (1685-1764) gaf enkele postume geschriften van hem uit. 

## Theologie
Het oudste bewaard gebleven geschrift van Verschuir - twee catechisatieboekjes worden alleen maar genoemd in - is de bundel samenspraken De zegepralende waarheid, waarin hij in navolging van Jodocus van Lodenstein en Herman Witsius pleitte voor een nadere reformatie van het zedelijk leven. Tevens keerde hij zich tegen de spiritualiteit van Antoinette Bourignon, die volgens hem de inspiratie door de Heilige Geest losmaakte van de Bijbel, waardoor ruimte kwam voor allerlei verzinsels. Hierna schreef hij nog een gedichtenbundel en een chronologie van de Bijbelse geschiedenis. 
Verschuirs hoofdwerk Waarheit in het binnenste verscheen pas in zijn laatste levensjaar. Dit boek bestaat uit 14 samenspraken over verschillende dogmatische onderwerpen. Verschuirs doel is niet alleen om de zuivere gereformeerde leer uit te leggen, hij wil een bevindelyke godtgeleertheit bieden, zoals de ondertitel aangeeft. Dit blijkt ook uit het feit dat hij de gereformeerde leer grotendeels laat uitleggen door "Letterwyse", die alleen maar verstandelijke kennis van het geloof heeft. Voor Verschuir is dit onvoldoende. Hij stelt dat de waarheid ervaren, beleefd en ondervonden moet worden. Bevinding is nodig. Hierbij geeft hij veel ruimte aan het gevoelsleven. Verschuirs eigen standpunt wordt in het boek vertolkt door "Sterk Christen". De andere personen zijn "Bekommert Christen" en "Onkunde".

## Voornaamste publicaties
- De zegepralende waarheid vergezelschapt met godvrugtigheid tot onderrigtinge van alle vrome Nathanaels, en tot ontdekkinge van alle dwaalgeesten, welke waarheid en godvrugt van elkander scheiden. In twe delen in welke eerste, de waarheid der gereformeerde godsdienst bewezen word, en in het twede, derzelver verval voorgesteld: en aangetoond hoe waarheid en godvrugt moeten gepaard gaan (Groningen, 1724; 2e druk: Appingedam, 1859)
- Honig-raatje van gesangen, tot verquickinge van Zions truirige: in veelderlei zielsgestalten opgestelt (Groningen, 1726; 3e druk: 1751)
- Waarheit in het binnenste, of bevindelyke godtgeleertheit, hoe de waarheden Christi in syn Koningkryk van desselfs onderdanen beschouwelyk en bevindelyk moeten gekent worden tot saligheit, opgestelt in 'tzamenspraken: beneffens een belydenis predikatie, tot hetselve einde geschikt (Groningen, 1737; 6e druk: Appingedam, 1862)
- Selfs-ondersoek eenvouwdig voorgesteld in seven t'samenspraken door Philemon, een leeraar, Onesimus, een leergierig christen, en Demas, een ongeloovige tegenspreker (Amsterdam, 1740; 3e druk: Leiden, 1867)